# Religioni in Pakistan
Tra le religioni in Pakistan quella maggiormente professata è l'Islam, praticato da circa il 95-98% della popolazione totale composta da più di 195 milioni di abitanti residenti all'interno del territorio nazionale. Il restante 2-5% pratica il cristianesimo, l'induismo e altre religioni.
I musulmani sono a loro volta suddivisi nelle seguenti denominazioni: la maggioranza di loro pratica il sunnismo, mentre tra il 5 e il 20% seguono lo sciismo, il 2,2% infine sono Ahmadiyya, anche se questi ultimi non sono autorizzati a chiamarsi musulmani. Quasi tutti i sunniti appartengono alla scuola di legge islamica Hanafi Fiqh; mentre la maggior parte dei musulmani pakistani sciiti appartengono alla facoltà di legge islamica dei Duodecimani, con importanti gruppi di minoranza che seguono l'ismailismo il quale si compone dei Nizariti (seguaci dell'Aga Khan), dei Musta'liani, dei Dawudi Bohora, dei Sulaymani e altri ancora.

## Disposizioni costituzionali
La Costituzione del Pakistan stabilisce l'Islam come religione di stato, ma fornisce a tutti i suoi cittadini il diritto di professare, praticare e diffondere la propria religione, pur rimanendo soggetti alle disposizioni di legge, all'ordine pubblico e al buon costume. La costituzione limita poi i diritti politici dei pakistani non musulmani, non essendo autorizzati a poter diventare uno dei presidenti del Pakistan o uno dei Primi ministri del Pakistan. Inoltre solo ai musulmani viene concesso a fungere da giudici della corte federale, che ha il potere di far decadere qualsiasi legge ritenuta non islamica.

## Demografia religiosa
Sulla base di informazioni raccolte dalla Biblioteca del Congresso, del Pew Research Center, del CIA World Factbook, dell'Università di Oxford, dell'University of Pennsylvania, del Dipartimento di Stato e d'altri, quanto segue è un elenco di stime sulla percentuale di persone che professano fedi diverse nel paese. Queste stime variano notevolmente da fonte a fonte, a seconda dei metodi di ricerca e delle banche dati che sono state utilizzate.
- Islam (96.0%)
  - Sunniti: 80-95%[3][6][7][8][9]
  - Sciiti: 5-20%[3][5][6][7][8][9]
  - Ahmadiyya: 2.2%[10]
- Altre religioni
  - Indù: 2% (nel censimento suddivisi tra "Hindu" e "intoccabili")[16] (3,600,000)
  - Cristiani: 1.59%[16](2,800,000)
  - Bahá'í: 40,000 to 79,000[17]
  - Sikhismo: 20,000[9]
  - Zoroastrismo/Parsi: 1,600[18] to 20,000
  - Kalash: 3,000

## Islam
L'Islam è la religione di stato in Pakistan, con circa il 95-98% dei cittadini pakistani musulmani; questi sono largamente divisi in due sette, quella sunnita e quella sciita. Lo sciismo è praticato da circa il 5-20%, mentre il resto in maggioranza praticano l'islam sunnita. Ci sono un certo numero di scuole di diritto islamico chiamato Madhhab (scuole di giurisprudenza), che sono denominate fiqh o 'Maktab-e-Fikr' in Lingua urdu.
Quasi tutti i pakistani musulmani sunniti appartengono alla scuola islamica di pensiero Hanafi, mentre un numero minoritario appartiene alla scuola dell'hanbalismo. La maggior parte dei pakistani musulmani sciiti appartengono ai Duodecimani (Ithna Asharia), con una significativa minoranza che aderiscono al ramo dell'ismailismo che si compone di Nizari, Mustaali, Dawoodi Bohra, Sulaymani e altri.
Gli appartenenti al Sufismo e i sopra menzionati sunniti e le sette sciiti sono considerati musulmani secondo la Costituzione pakistana.

## Induismo
L'induismo è la seconda religione in Pakistan, pari al 2% della popolazione. Il Ṛgveda, il testo indù più antico, è creduto possa essere stato composto nella provincia del Punjab del moderno Pakistan, sulle rive del fiume Indo intorno al 1500 a.C. e per poi diffondersi da lì in tutta l'Asia meridionale e il Sudest Asiatico producendo il lento sviluppo ed evoluzione nelle varie forme di fede che vediamo oggi.
Anche se nessun censimento della popolazione con registrazione del credo religioso ha più avuto luogo a partire dal 1998, gli ultimi numeri disponibili assegnano agli indù da 3 a 3,5 milioni di persone. Secondo quest'ultimo censimento, il 93% degli indù vive nel Sindh, l'8% in Punjab (Pakistan) e quasi il 2% nel Belucistan (Pakistan).

## Cristianesimo
I cristiani costituiscono l'1,6% della popolazione, circa 2,8 milioni di persone. La maggior parte delle comunità cristiane è rappresentata da convertiti indù, sikh e musulmani provenienti dalla regione del Punjab (regione), all'epoca dell'impero anglo-indiano.

## Zoroastrismo
Ci sono almeno 4.000 cittadini pakistani che praticano la religione zoroastriana.

## Buddhismo
Il Buddismo ha una storia antica in Pakistan; attualmente vi è una piccola comunità di almeno 1500 pakistani buddisti presenti nel paese. Tutto il territorio è costellato di numerosi stupa buddisti antichi e in disuso, lungo l'intero corso del fiume Indo che percorre il cuore del paese. Molti imperi buddisti e città-stato esistevano, in particolare nel Gandhara, ma anche altrove in Taxila, Punjab e Sindh. Si ritiene che il buddismo tantrico si sia sviluppato nella valle di Swat. Il Pakistan e gran parte dell'Afghanistan sono stati una delle prime regioni ad adottare il buddismo come religione nazionale e che ha visto un gran numero di aderenti alla fede. Si ritiene che attraverso la Via della seta a nord del Pakistan il Buddhismo si diffuse poi in Asia centrale, verso la Cina e oltre.